# Sarja-Antenne
Die Sarja-Antenne (auch englisch Zarya antenna) ist eine Sonderbauform der Richtantenne für Mittelwellenrundfunk, welche bei zahlreichen Großsendern in der ehemaligen Sowjetunion zu finden ist. Es handelt sich um eine Bauform einer Langdrahtantenne, welche auf geerdeten Stahlfachwerktürmen mit einer Höhe von 50 m, die im Abstand von 100 m aufgestellt sind, montiert ist.
Die Länge der Sarja-Antenne beträgt je nach Frequenzbereich zwischen 1,5 km und 3,5 km.